# HD 125612
HD 125612 är en dubbelstjärna belägen i den södra delen av stjärnbilden Jungfrun. Den har en skenbar magnitud av ca 8,31 och kräver åtminstone en stark handkikare eller ett mindre teleskop för att kunna observeras. Baserat på parallax enligt Gaia Data Release 2 på ca 17,3 mas, beräknas den befinna sig på ett avstånd på ca 188 ljusår (ca 58 parsek) från solen. Den rör sig närmare solen med en heliocentrisk radialhastighet på ca -18 km/s.

## Egenskaper
HD 125612 är en gul till vit stjärna i huvudserien av spektralklass G3 V och är rik på element tyngre än väte och helium. Den har en massa som är ca 1,0 solmassor, en radie som är ca 1,0 solradier och har ungefär lika solens utstrålning av energi från dess fotosfär vid en effektiv temperatur av ca 5 900 K.
En röd dvärg med en massa av 0,184 ± 0,012  solmassor är följeslagare med en projicerad separation av 4 750 AE från primärstjärnan och upptäcktes 2009. Möjligheten till en mycket mer närliggande följeslagare till primärstjärnan föreslogs också, men det kommer att behövas mer observationer för att bekräfta denna.

## Planetsystem
Tre kända exoplaneter kretsar i bana kring HD 125612.
| Planet | Massa            | Halv storaxel (AE) | Siderisk omloppstid (d) | Excentricitet   | Inklination | Radie |
| ------ | ---------------- | ------------------ | ----------------------- | --------------- | ----------- | ----- |
| c      | ≥0,055 ± 0,01 MJ | 0,0524 ± 0,0031    | 4,15514 ± 0,00026       | 0,049 ± 0,038   | -           | -     |
| b      | ≥3,1 ± 0,4 MJ    | 1,372 ± 0,083      | 557,04 ± 0,35           | 0,4553 ± 0,0055 | -           | -     |
| d      | ≥7,28 ± 0,93MJ   | 4,06 ± 0,25        | 2 835,0 ± 7,9           | 0,1172 ± 0,0056 | -           | -     |